# Айрат Ишмуратов
Айрат Рафаилович Ишмуратов е съветски и по-късно канадски композитор, диригент и клезмер кларинетист. Бил е диригент и композитор в резиденцията на Longueuil Symphony Orchestra (2018-2021), кларинетист на базираната в Монреал клезмер група Kleztory и гост-професор в университета „Лавал“ в Квебек, Канада. На 21 октомври 2020 г. Айрат Ичмуратов получава наградата „Чарлз Бидъл“. Тази чест, предоставена от Министерството на имиграцията, францискацията и интеграцията и Culture pour tous, подчертава приноса на имигрантите към Квебек, чийто личен и професионален ангажимент допринася за културното и художествено развитие на провинцията.

## Дискография
- Клезмер музика, Kleztory (2002)
- Barber, Copland, Britten, Bruch, Kazan Chamber Orchestra La Primavera, Ak Bars (2002)[7]
- Klezmer, Kleztory, Yuli Turovsky & I Musici de Montreal Chamber Orchestra, Chandos Records (2004)
- Nomade, Kleztory, носител на награда Opus 2007, Amerix (2007)[8]
- Shostakovich,Weinberg,Ichmouratov, I Musici de Montreal Chamber Orchestra, Analekta (2008)[9]
- Symphonique, Le Vent du Nord et Quebec Symphony Orchestra, CBC (2010)[10]
- Carte Postale, Alcan Quartet, ATMA Classique (2011)[11]
- Бетовен, Концерт за цигулка (каденции от Ичмуратов), Симфония № 7, Александър Да Коста, Симфоничен оркестър на Тайпе, Warner Classics (2013)[12]
- Пристигане, Kleztory, Amerix (2014)
- Tales from the Dinarides, Michael Bridge, Guillaume Tardif, Kornel Wolak, Wirth Institute (2017)
- Klezmer Dreams, Andre Moisan, Jean Saulnier и Molinari Quartet, ATMA Classique (2017)[13]
- Nigun, Kleztory, Amerix (2017)[14]
- Melodies of Nations, Romic – Moynihan Duo, Hedone Records (2017)
- Писмо от непозната жена, Три романса за виола, Concerto Grosso No. 1 – Беларуски държавен камерен оркестър, Евгений Бушков – Chandos (2019)[15]
- Младост' Увертюра, Масленица Увертюра, Симфония, Op.55 "Върху руините на древна крепост" – Orchester de la Francophonie, Jean-Philippe Tremblay – Chandos (2020)[16]
- Momentum, Kleztory - Chandos (2020)[17]
- Джулия Маклейн, Прелюдии - Analekta (2022)[18]
- Ишмуратов: Концерт за виола No.1 / Концерт за пиано – Лондонски симфоничен оркестър, Айрат Ичмуратов диригент – Чандос (2023)[19]

## Списък на композициите

### Опера
- Човекът, който се смее по романа на Виктор Юго L'Homme qui rit Op.75 (2023)

### Оркестър
- Симфония Nº1 Op.55 "Върху руините на древна крепост" (2017)
- Давид от Сасун - Симфонична фантазия по арменски епос Op.11 (2006)
- Overture Halloweenesque Op.21 (2009)
- Увертюра Ville Cosmopolite Op.29 (2012)
- Увертюра Масленица Op.36 (2013)
- Overture Youth Op.50 (2016)
- Увертюра Петър Велики Op.62 (2019)
- Увертюра Митът за сокола Op.65 (2020)
- Увертюра Коляда Op.67 (2020)
- Увертюра The Bewitched Canoe Op.70 (2021)

### Концерти с оркестър
- Концерт за виола N1 със симфоничен оркестър No1 Op.7 (2004)
- Концерт за виола N2 със струнен оркестър и клавесин (в бароков стил) Op.41 (2015)
- Концерт за обой и струнни с ударни Op.6 (2004)
- Концерт за флейта и симфоничен оркестър Op.64 (2020)
- Концерт за виолончело N1 със струнен оркестър и перкусии Op.18 (2009)
- Концерт за виолончело N2 със симфоничен оркестър и перкусии Op.57 (2018)
- Концерт за пиано и оркестър Op 40 (2014)
- Двоен концерт за цигулка и виолончело Op.66 със струнни, пиано и перкусии (2020)
- Concerto grosso N1 Op.28 за кларинет, цигулка, виола, виолончело, пиано и струнен оркестър с перкусии (2011)
- Concerto grosso N2 Op.60 за цигулка, флейта (флейта) и арфа със струнен оркестър (2018)
- Concerto grosso N3 Op.68 „Лихтенщайн“ за 2 цигулки, виола, виолончело и струнен оркестър (2021)
- Фантазия за виола и оркестър върху операта на Д. Шостакович "Лейди Макбет от Мценска област" Op.12 (2006)
- 3 романса за виола и струнни с арфа Op.22 (2009)
- Capriccio Rustico за виолончело и оркестър Op.26 (2010)
- The Ride of Cello Vello Buffon за виолончело с оркестър Op.27 (2010)
- Фантастични танци за кларинет, виолончело и пиано със струнни и перкусии Op.15 (2007)
- Финалната процесия за кларинет, виолончело и пиано със струнни и перкусии Op.37 (2013)
- Пристигането в града за кларинет, виолончело и пиано със струнни и ударни Op.38 (2013)
- Шабарша за степ танцьор и струнен оркестър Op.39 (2013)
- Елегия за цигулка и струнен оркестър Op.32 (2012)
- Adagio and Allegro con brio за цигулка и струнен оркестър Op.43 (2015)
- Windcatcher за кларинет и струнен оркестър Op.17 (2008)
- Фантазия на клезмерски теми No.1 Op.13 (2006)
- Сарасатиана Op.20 за 5 цигулки и струнен оркестър (2009)

### Камерна музика
- Трио "Tales from the Dinarides", Op 48 за цигулка, кларинет и акордеон (2016)
- Трио за кларинет, виола и пиано Op.61 (2019)
- Трио за арфа, виола и флейта "Fujin's Dream" Op.58(2018)
- Трио "Ноктюрно" за сопран, виолончело и пиано op.71 (2023)
- Струнен квартет № 1 Op.1 (2003)
- Струнен квартет No.2 Op.5 / Камерна симфония N2 за струнен оркестър Op.5A (2009)
- Струнен квартет № 3 Op.25 / Камерна симфония N3 за струнен оркестър Op.25A (2010)
- Струнен квартет N4 Op.35 / Камерна симфония N4 за струнен оркестър Op.35A (2013)
- Духов квинтет Op.63 (2019)
- 12 прелюдии за духов квинтет Op.8 (2005)
- Соната за кларинет и пиано "Камбаните" Op.9 (2005)
- Две пиеси Виола и пиано Op.10 (2005)
- Фантазия върху клезмерски теми No.2 Op.16 за кларинет, пиано и струнен квартет (2008)
- Ларго за Саня за обой и пиано Op.46
- Един ден от почти обикновен живот за Кларинет и струнен квартет Op.47 / Кларинет и струнен оркестър Op.47A (2015)
- Струнен октет "Писмо от непозната жена" Op.56 по новелата на Стефан Цвайг "Писмо от непозната жена"

### Вокал
- 3 стихотворения по Александър Пушкин Op.34 за сопран и камерен оркестър (2012)
- Ноктюрно за сопран, виолончело и пиано op.71 (2023)

### Хор
- Luc Aeterna за виола, виолончело, арфа и хор Op.76 (2023)

### Музика за деца
- Вариации върху детска тема Op.23 за струнни и арфа (2010)
- Музикална приказка The Sorcerer's Hat Op.24, базирана на разказа на Туве Янсон (2010)
- Камерна сюита от "The Sorcerer's Hat" Op.24 A (2010)
- "Shuburchunchiki" Op.19 (2010)
- Музикална приказка "Когато земята стана вода", с Куклен театър и камерен оркестър по книгата на Нита Премчанд (2019)
- Giraffe Op.48 или струнен оркестър (2016)
- Музикална приказка "Шабърша" за степ и струнен оркестър Op.39 (2013)
- „Арес“, богът на войната, Op.59, пиеса за младежки оркестър (2019)

### Соло на цигулка
- Klezmer Cadenzas за Концерт за цигулка на Бетовен Op.33 (2012)

### Соло на виолончело
- Прелюдий в Сол мажор Op.69 (2021)
- 6 прелюдии за пиано Op.44 (2015)

### Клезмер
- Jew in Rio за клезмер група Op.2 (2000)
- Болеро за клезмер група Op.3 (2000)
- Песента на Мъртво море за клезмер група Op.4 (2006)
- Кларинет Doina За кларинет, клезмер група и със симфоничен оркестър Op.30 (2012)
- Гут Йонтев за клезмер банда и симфоничен оркестър Op.31 (2012)
- My Mother's Nigun Op.45 за клезмер група (2015)
- Little Khosidl Op.46 за клезмер група (2016)
- Hora in G за клезмер оркестър Op.49 (2016)
- Churchill street Hora Op.51 за клезмер група (2016)
- Freilakh за клезмер група Op. 52 (2016)
- Soulmate Op.53 за клезмер група (2016)
- Валс Op.54 за клезмер група (2016)
- Чудотворецът оп. 71 за клезмер група (2022)
- Freilakh Op.72 за клезмер група (2022)